# Vicky Ward

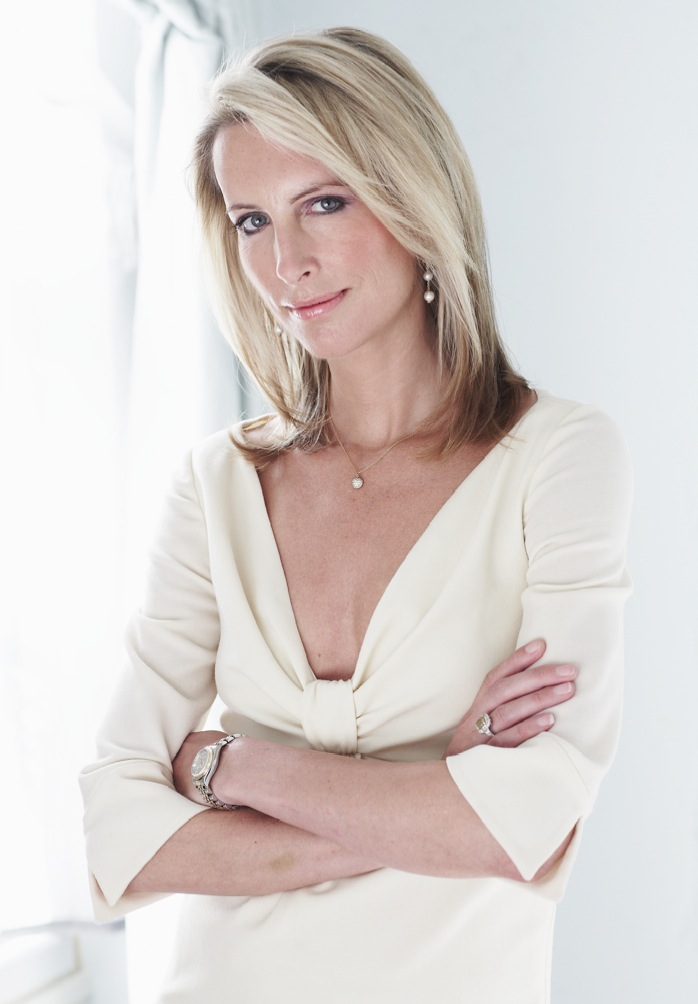
Vicky Ward, 2009

Victoria Penelope Jane Ward (* 3. Juli 1969 in Chelmsford) ist eine im Vereinigten Königreich geborene US-amerikanische Autorin, Journalistin und Fernsehkommentatorin.

## Werdegang
Ward ist die Tochter von Simon Charles Ward, einem pensionierten Londoner Finanzier und Myrtle Ward (geb. East). Sie hat noch zwei jüngere Geschwister. Sie besuchte die Benenden School von 1983 bis 1987, absolvierte ihren BA and MA in englischer Literatur an der Trinity Hall, Universität von Cambridge in der Zeit von 1988 bis 1991.
Nach dem Studium arbeitete sie für viele namhafte Medien im englischsprachigen Raum. Sie war Kolumnistin und Feuilletonistin für den „The Independent“, zog 1997 in die Vereinigten Staaten. In New York City war sie Redakteurin bei der „New York Post“. Von 2001 bis 2012 Redakteurin für „Vanity Fair“ und von 2007 bis 2011 Kolumnistin für den „London Evening Standard“. Nach einem Zwischenspiel bei der „Huffington Post“ erfolgte im Juli 2019 die Ernennung zum „Senior Reporter“ bei CNN. Sie ist weiterhin Editor-at-Large des Magazins „Town and Country“. Seit 2020 ist sie Mitglied in der Denkfabrik Council on Foreign Relations.
Ihre Bücher The Liar's Ball über das Geschäftsgebaren amerikanischer Bauträger als Auslöser der Weltfinanzkrise von 2014 und Kushner, Inc. über geschäftlich Verflechtungen um Jared Kushner und Ivanka Trump von 2019 gelangten nach Erscheinen auf die The New York Times Best Seller list und zählten damit zu den zu der Zeit meistverkauften Sachbüchern der Vereinigten Staaten.
Ward war bis 2010 verheiratet und ist Mutter von zwei Kindern.

## Veröffentlichungen
- The Devil's Casino: Friendship, Betrayal and the High Stakes Games Played Inside Lehman Brothers. Wiley, New York 2010, ISBN 978-0-470-54086-2.
- The Liar's Ball: The Extraordinary Saga of How one Building Broke the World's Toughest Tycoons. Wiley, New York 2014, ISBN 978-1-118-29531-1.
- Kushner, Inc.: Greed. Ambition. Corruption. The Extraordinary Story of Jared Kushner and Ivanka Trump. St. Martin's Press, New York 2019, ISBN 978-1-250-18595-2.